# Benedizionale

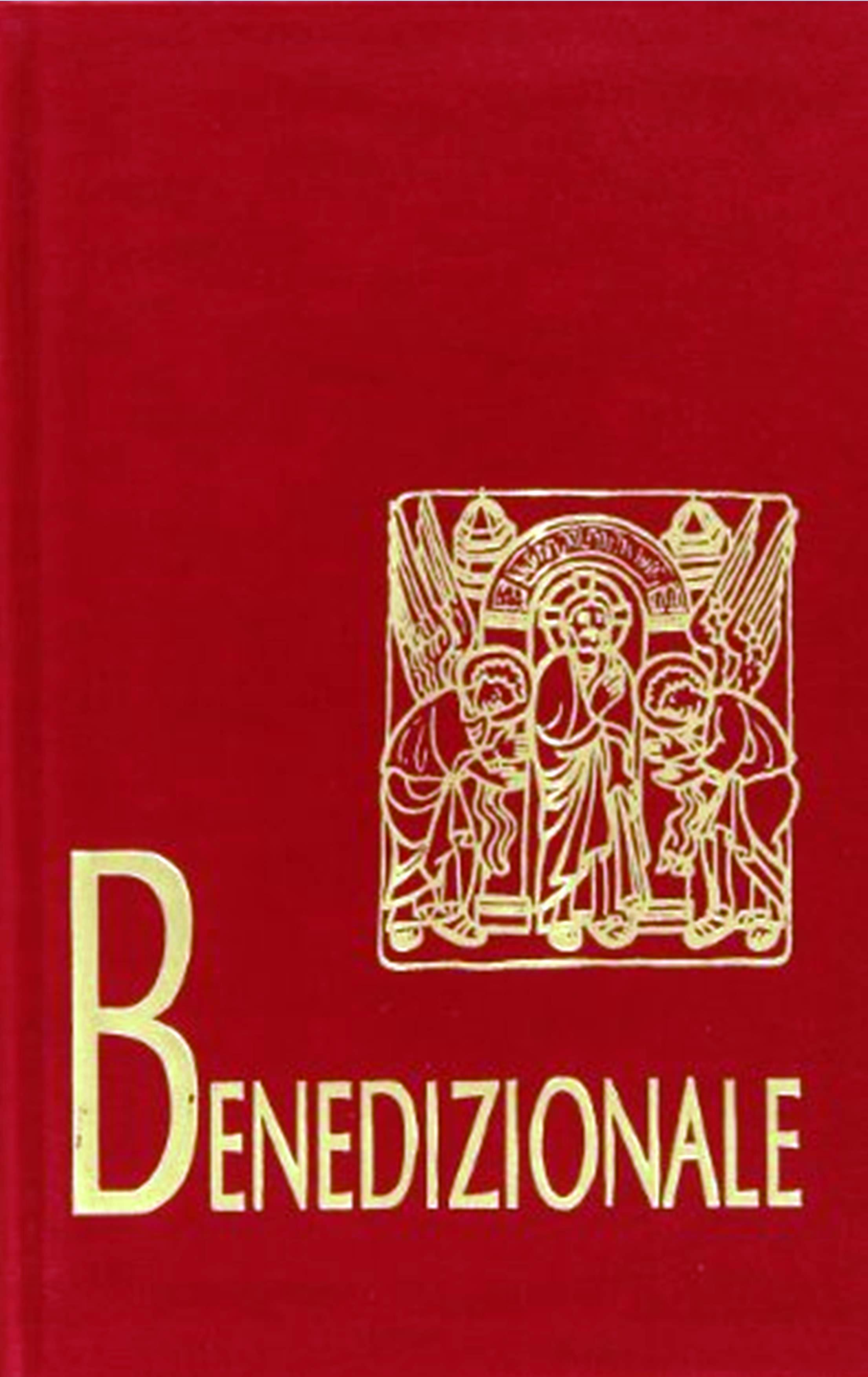
Benedizionale o rituale delle benedizioni

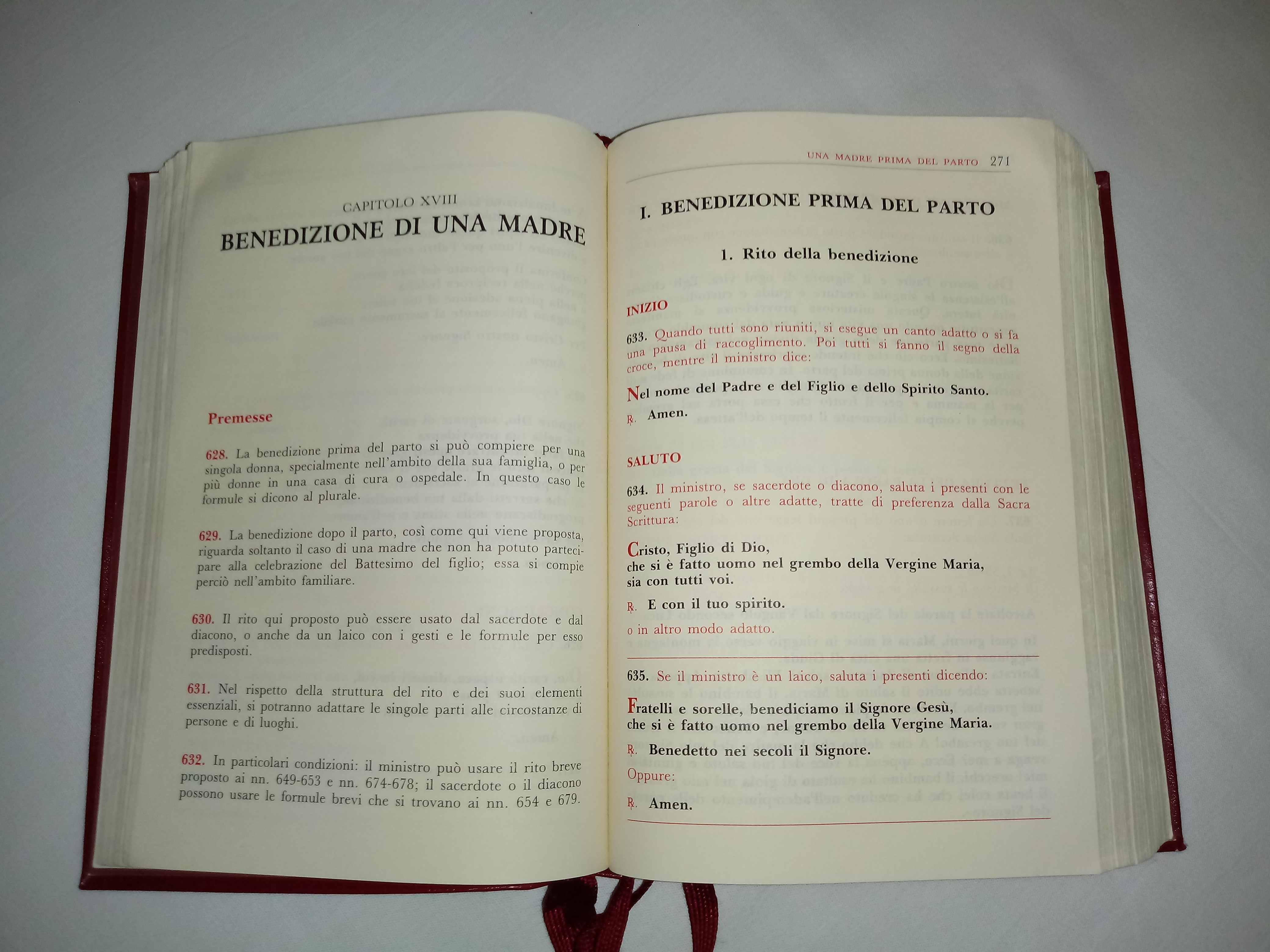
Benedizionale, interno libro liturgico

Il Benedizionale (latino: De Benedictionibus) è un testo del Rituale romano della Chiesa cattolica per le preghiere di benedizione alle persone, agli animali e alle cose. Esso venne riformato a norma dei decreti del Concilio Ecumenico Vaticano II e fu promulgato da papa Giovanni Paolo II.

## Rituale delle benedizioni
La progressiva attuazione della riforma liturgica stabilita dal Concilio Vaticano II con la costituzione Sacrosanctum Concilium, ha consentito di ultimare il Rituale romano con la pubblicazione del Benedizionale, traduzione italiana del libro liturgico latino De Benedictionibus), rituale delle benedizioni. Rispetto all’edizione latina, il rituale in lingua italiana ha avuto degli opportuni adattamenti di competenza della Conferenza Episcopale Italiana (CEI). Il volume, di 1232 pagine, raccoglie i testi che i ministri devono usare per le benedizioni a persone, luoghi e oggetti.

## Contenuti del Rituale

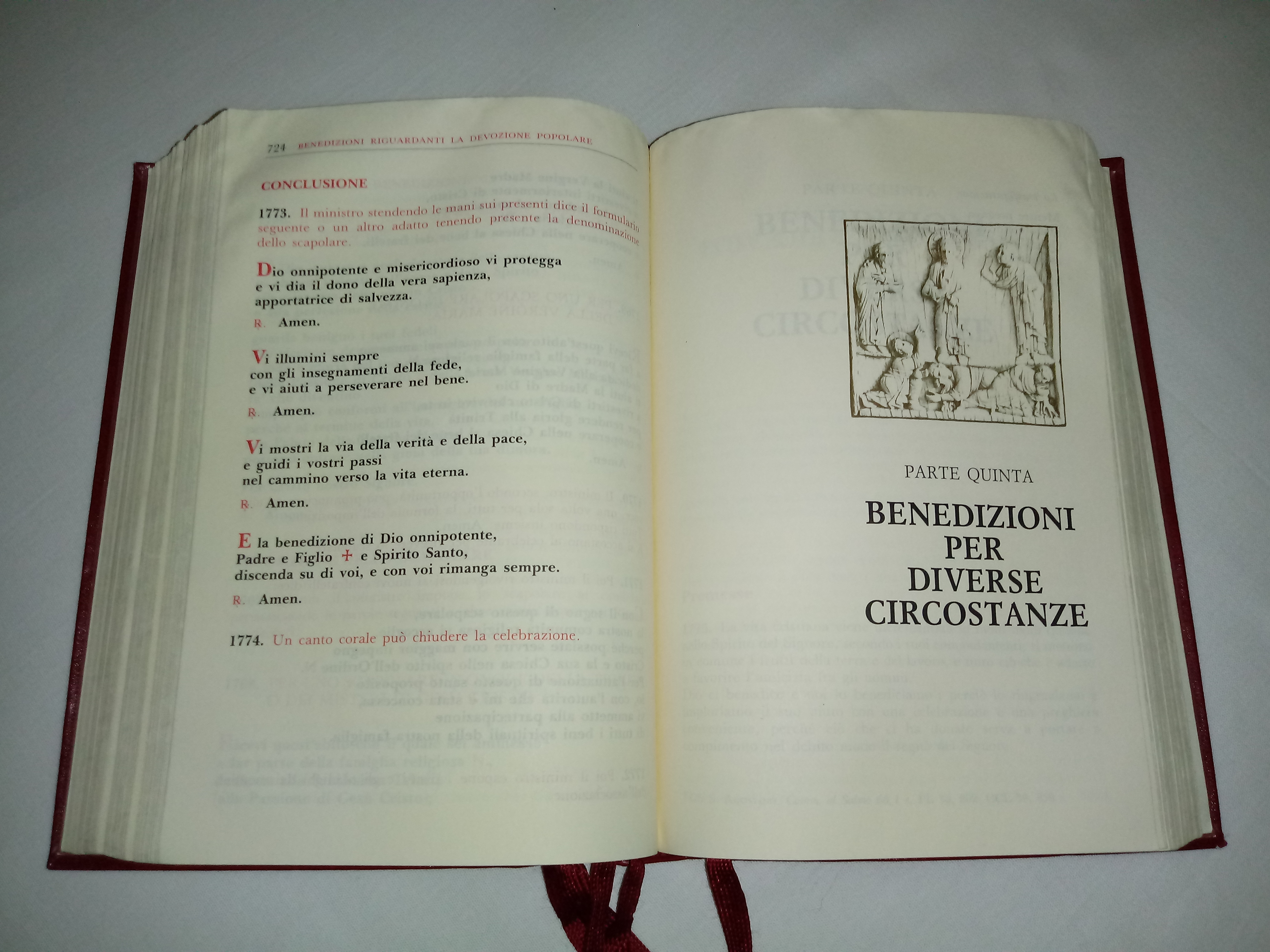
Benedizionale, interno libro liturgico

### Indici
Il Benedizionale, dopo una introduzione della CEI e le premesse, si articola in cinque grandi parti:
- I - BENEDIZIONE DELLE PERSONE
- II - BENEDIZIONI PER LE DIMORE E LE ATTIVITÀ DELL'UOMO
- III - BENEDIZIONI DI LUOGHI ARREDI E SUPPELLETTILI
- IV - BENEDIZIONI RIGUARDANTI LA DEVOZIONE POPOLARE
- V - BENEDIZIONI PER DIVERSE CIRCOSTANZE

cui fanno seguito i titoli:
- APPENDICE
- LEZIONARIO
- PREGHIERE E CANTI
- PREGHIERE E CANTI - TESTI LATINI
- BENEDIZIONI DELLE PERSONE IN FORMA BREVE

### Parte prima
Benedizione delle persone si suddivide in due sezioni:
- le benedizioni per le persone e le attività al di fuori del nucleo familiare (capitoli 1-11);
- le benedizioni per le comunità familiari (capitoli 12-19).

### Parte seconda
Benedizione per le dimore e le attività dell'uomo si suddivide in tre sezioni:
- le benedizioni alle case, gli ambienti di vita e di lavoro (capitoli 20-28);
- le benedizioni per gli impianti e gli strumenti tecnici (capitoli 29-33);
- le benedizioni alla terra e ai raccolti (capitoli 34-37).

### Parte terza
Benedizione di luoghi arredi e suppellettili (capitoli 38-54) riguarda i nuovi cimiteri, le tombe, gli arredi di una chiesa (tabernacolo, battistero, una via crucis, confessionale, cattedra vescovile, campane, calice, ecc.)

### Parte quarta
Benedizione riguardanti la devozione popolare (capitoli 55-60) offre le benedizioni degli elementi naturali (mare, laghi, fiumi, sorgenti, fuoco, ecc.); dei cibi, delle bevande o di altre cose (pane, vino, olio, sale, ecc.); degli oggetti di pietà (corone del rosario, scapolari, ecc.)

### Parte quinta
Benedizione per diverse circostanze (capitoli 61-72) contiene le benedizioni per i benefici ricevuti e per cose e situazioni varie.

### Appendice
L’Appendice, articolata in tre divisioni, comprende altre benedizioni per occasioni particolari, per le quattro tempora, per le rogazioni, per ricorrenze civili, nell'anniversario della ordinazione sacerdotale, per l salvaguardia della salute in memoria della Vergine Maria o di un Santo, incoronazione di una immagine della Madonna.

### Lezionario
Il Lezionario propone 408 brani della Sacra Scrittura.

### Preghiere e canti
Contengono alcune preghiere comuni: il Padre Nostro, l'Ave Maria, il Gloria al Padre, litanie ai Santi, inni di lode, ecc.

### Testi latini
Propongono le preghiere comuni, i Salmi, i cantici evangelici Magnificat e Benedictus e la preghiera dei defunti.

### Benedizioni delle persone in forma breve
Presentano alcune formule di benedizione e l'Angelus nel testo italiano e latino.